# Georg Winkler (Bergsteiger)

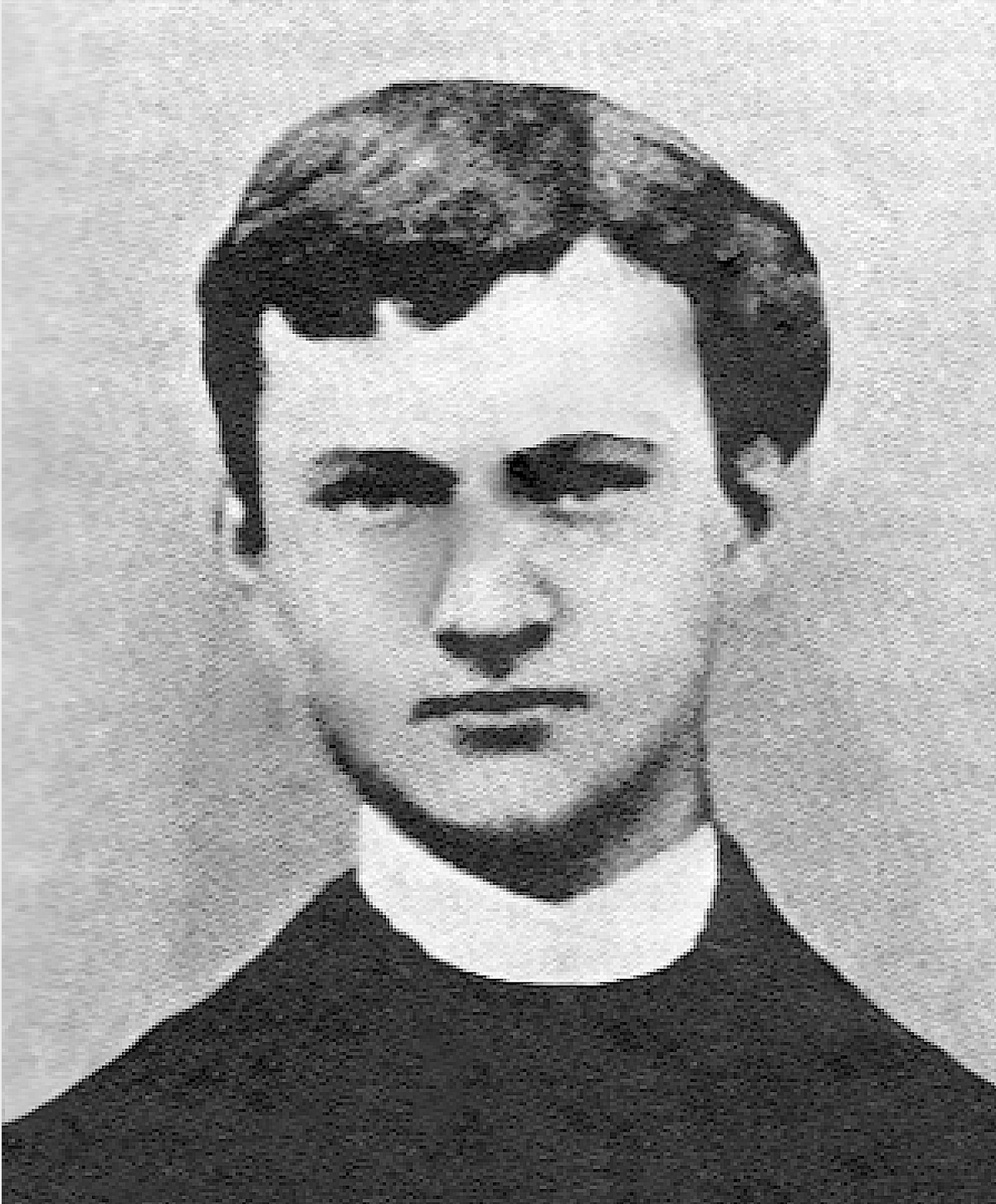
Georg Winkler

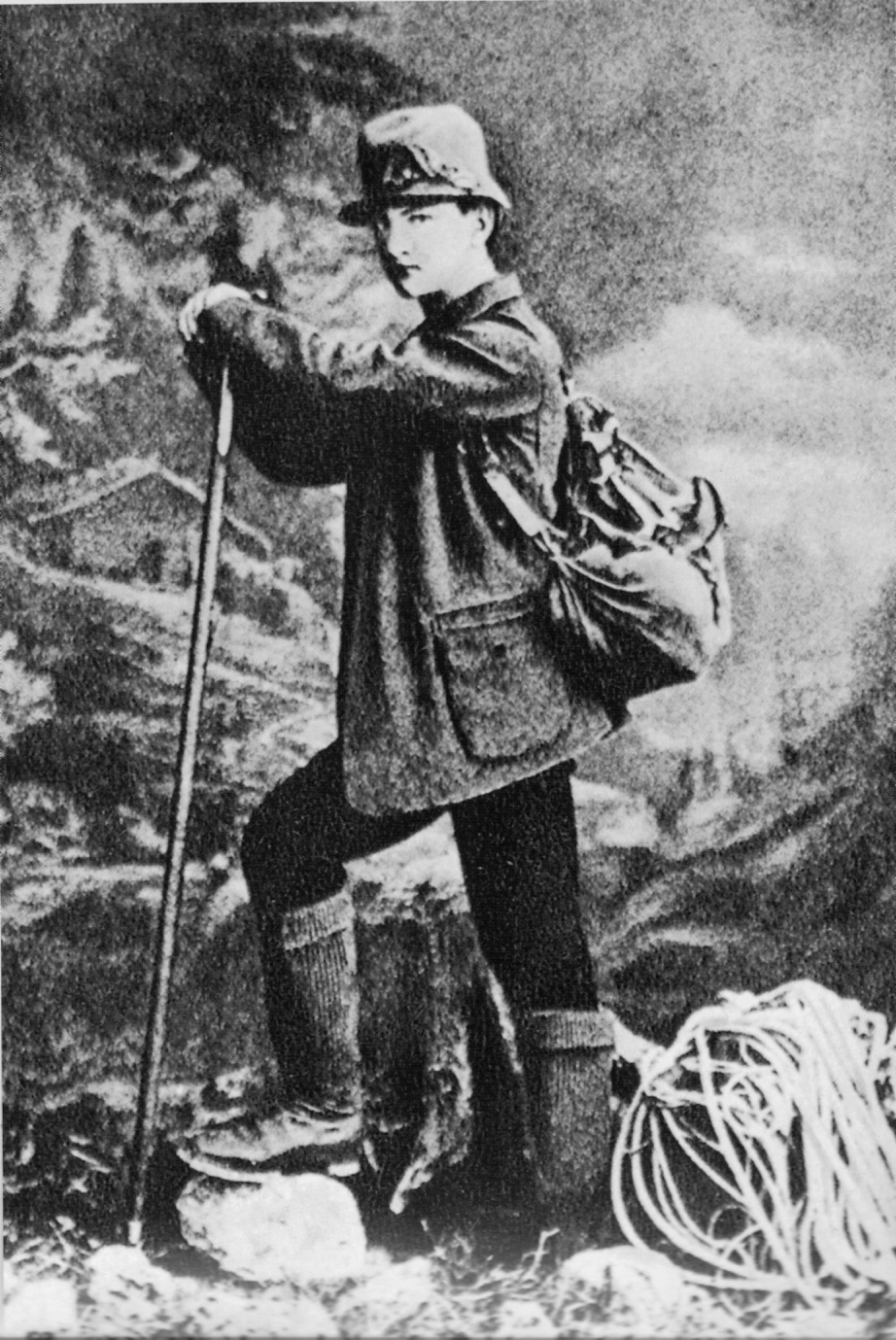
Georg Winkler 1888 in einer Fotografie von Anton Karg

Georg Winkler (* 26. August 1869 in München; † 16. oder 17. August 1888 am Weisshorn in den Walliser Alpen) war ein deutscher Alpinist. Er stammte aus einer angesehenen Münchener Familie. Sein Vater Johann Georg Winkler (5. Juli 1836 – 24. Mai 1906) war Fleischermeister und führte mit seiner Frau Therese Winkler (geb. Zehetmayr; 28. November 1840 – 20. Juni 1876) eine Schweinemetzgerei in München.
Kurz vor seinem Tod machte Georg Winkler 1888 am Wilhelmsgymnasium München sein Abitur. Befreundet war er mit dem späteren Alpinisten und Maler Rudolf Reschreiter, der ebenfalls am Wilhelmsgymnasium Abitur gemacht hat.
Bei seinen Touren in den Alpen war Georg Winkler ab 1886 vielfach als Alleingänger unterwegs, dem viele Erstbegehungen sowie einige Erstbesteigungen glückten und der das Risiko nicht scheute:

„[…] ich bin mir über das movens bei meinen Touren längst klar geworden und erkannte bald, daß es die Gefahr ist, die, aufgesucht und überwunden, dem Manne unendliche Genugtuung und viele Befriedigung gewährt; […] die Gefahr und die unendliche Großartigkeit des Hochgebirges in ihrer Vereinigung, sind es, die uns dämonisch anlocken […].“

Georg Winklers außergewöhnliche Leistungen in Verbindung mit seinem frühen Tod in den Bergen – er wurde keine 19 Jahre alt – führten dazu, dass seine Person in der alpinen Literatur oft mit einem gewissen Pathos betrachtet wurde.

## Alpinistische Leistungen
Georg Winkler gilt als der beste Felskletterer seiner Zeit, der die Leistungsgrenze im Fels nach oben hinausschob. Er war körperlich zwar klein, aber sehr sportlich. Anders als der 17 Jahre nach ihm geborene Paul Preuß, der technische Hilfsmittel nur bei Gefahr für Leib und Leben einzusetzen bereit war, griff Winkler gern auf seinen Stock oder den am Seil befestigten Wurfanker zurück, wenn ihm dies das Höherkommen erleichterte. Mit dem Wurfanker überwand er z. B. den Klemmblock im Gipfelriss der Kleinen Zinne in den Sextener Dolomiten, auf die er mit seinem Freund und Seilgefährten Alois Zott im Jahr 1886 die zweite führerlose Besteigung durchführte.
Nachdem er im Alter von elf Jahren auf Schmittenhöhe und Kampenwand gestanden hatte, widmete Winkler spätestens ab dem Sommer 1884 jede freie Minute den Bergen. Ab diesem Jahr führte er seine Tagebücher (»Meine Wanderungen im Hochgebirge«), die 1906 von Erich König unter dem Titel »Empor« beim Verlag Grethlein & Co., Leipzig, veröffentlicht wurden. Eine ausführliche Beschreibung von Winklers Touren, die über die sonst knappen Tagebucheinträge hinausging, ist nur von der Grohmannspitze bekannt, die er am 19. September 1887 erstieg.
Seine alpinistisch bedeutsame Zeit beschränkte sich auf die in den Tagebüchern beschriebenen Jahre 1884 bis 1888. In dieser relativ kurzen Zeit leistete er Ungewöhnliches. 1884 stand er auf der Zugspitze. 1885 war er in den Allgäuer Alpen und der Silvretta unterwegs. Im Wilden Kaiser bestieg er die Ellmauer Halt und die Ackerlspitze. 1886 gelang ihm – wieder im Kaiser – die Erstbesteigung des Totensessels. Das Totenkirchl, das als einer der schwersten Gipfel der Nördlichen Kalkalpen galt, bestieg er am 27. August 1886 im Alleingang als dritter. Danach zog es ihn in die Dolomiten. Neben der erfolgreichen Tour auf die Kleine Zinne gelang ihm 1886 mit Zott die Erstbesteigung der Cima della Madonna.
Im Laufe der Zeit steigerte Winkler die Schwierigkeit seiner Touren bedeutend. Von seinem ehemaligen Seilpartner Robert Hans Schmitt aus Wien ist das Zitat überliefert, er gehe nicht mehr mit Winkler, weil er ihm zu verwegen sei. So wurde Winkler zunehmend zum Alleingänger. Als solcher führte er 1887 die zweite erfolgreiche Besteigung der Dreischusterspitze in den Sextener Dolomiten durch, den Zwölferkofel erstieg er auf einer neuen Route.

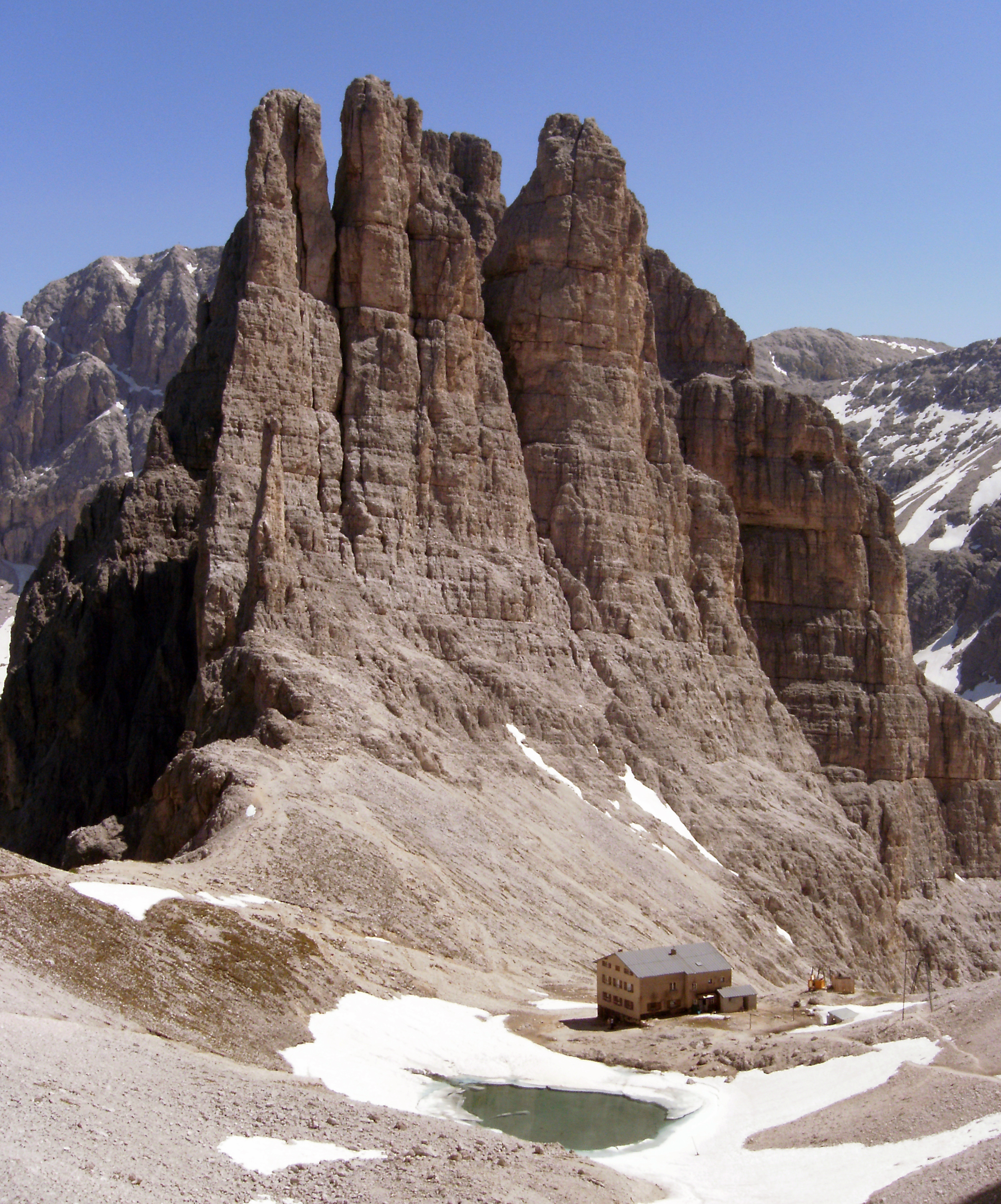
Vajolettürme und Gartlhütte von Süd-Westen aus gesehen mit den drei Türmen (von links nach rechts) Delago-Turm, Stabeler-Turm und Winkler-Turm

Als Glanzstück seiner kurzen bergsteigerischen Karriere gilt die Solo-Erstbesteigung des nach ihm benannten Winkler-Turm in der Vajolet-Gruppe im Rosengarten. Am 17. September 1887 bestieg er den als unersteigbar geltenden Gipfel über eine Kaminreihe, deren Schlüsselstelle heute mit dem Schwierigkeitsgrad IV+ nach der UIAA-Skala bewertet wird. Beim Abstieg durchtrennte Steinschlag sein Seil bis auf wenige Fasern. Zu seiner Erstbesteigung fand Winkler die folgenden Worte:

„Der kleinste der 3 Türme von Vajolet im Rosengarten, ‚absolut unbesteiglich‘, wie Herr Merzbacher sagte, ist der kühnste Felszahn, den ich je gesehen; die kleinste Zinne, Croda da Lago und alle anderen Dolomitberge sind gegen diesen Turm plumpe Gestalten; und erst die Ersteigung, (die ich am 17. September ausführte) ist eine köstliche Unterhaltung, die keine Langeweile aufkommen läßt.“

## Tod in der Weisshorn-Westwand

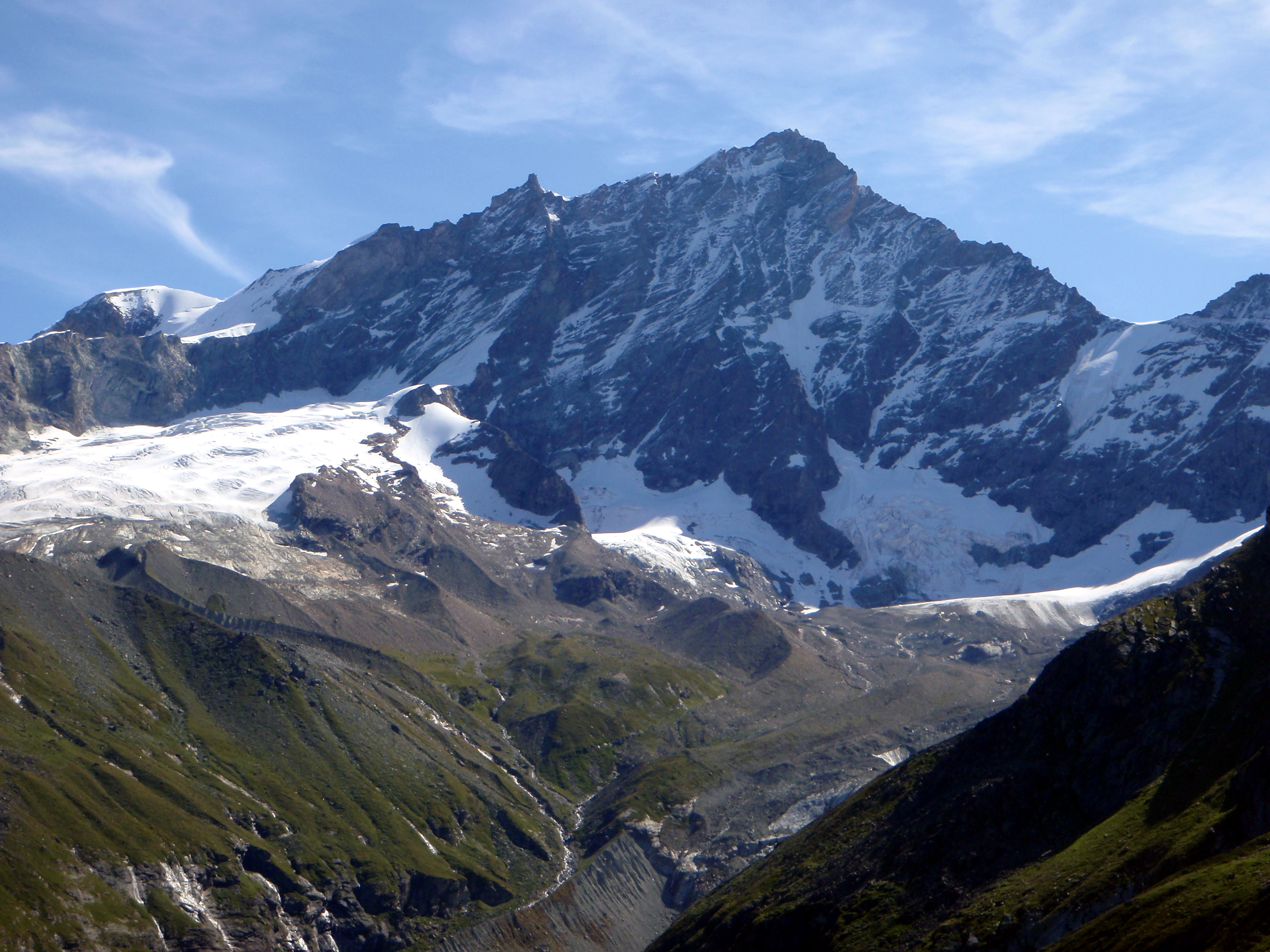
Die Westwand des Weisshorns

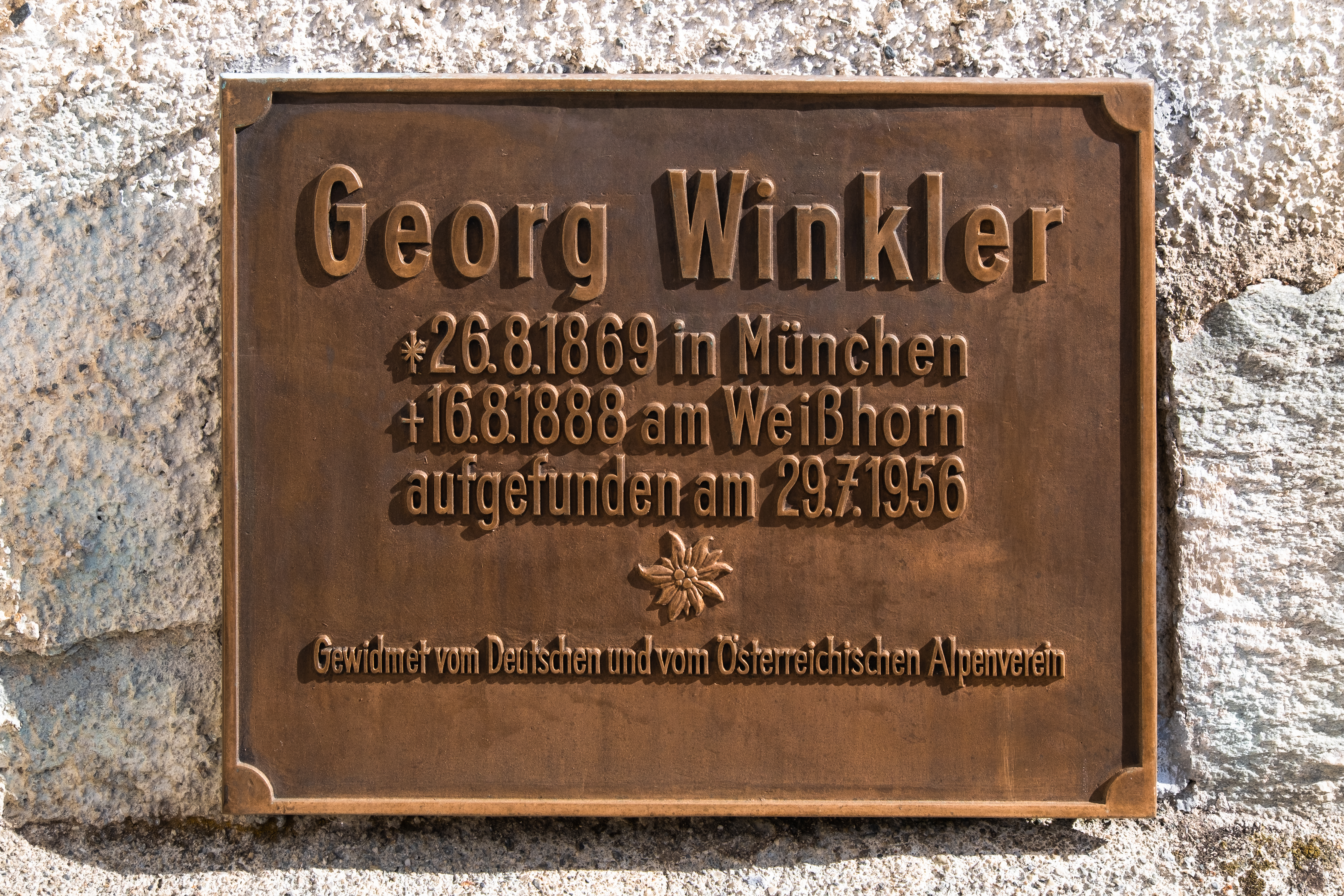
Plakette für Georg Winkler bei der Kirche von Ayer (Schweiz), dessen sterbliche Überreste dort 1956 bestattet wurden

Nach seinen Erfolgen im Fels der Ostalpen zog es Winkler in die Hochregionen der Westalpen. Nach seinem glänzend bestandenen Abitur brach er ins Wallis auf, wo er am 14. August 1888 das Zinalrothorn von der Mountet-Seite aus solo erstieg. Kurz danach, am 16. oder 17. August 1888, fand er bei einer versuchten Besteigung des 4505 m hohen Weisshorn über dessen steinschlaggefährdete Westwand den Tod. Georg Winkler blieb verschollen, bis der Weisshorngletscher fast 70 Jahre später seine sterblichen Überreste wieder freigab. Der Leichnam wurde am 29. Juli 1956 von Maurice Brandt und seinem Seilpartner Voillat aufgefunden und konnte anhand einer mitgeführten Rechnung, ausgestellt vom Hotel Durand in Zinal, identifiziert werden.

## Grabstätte

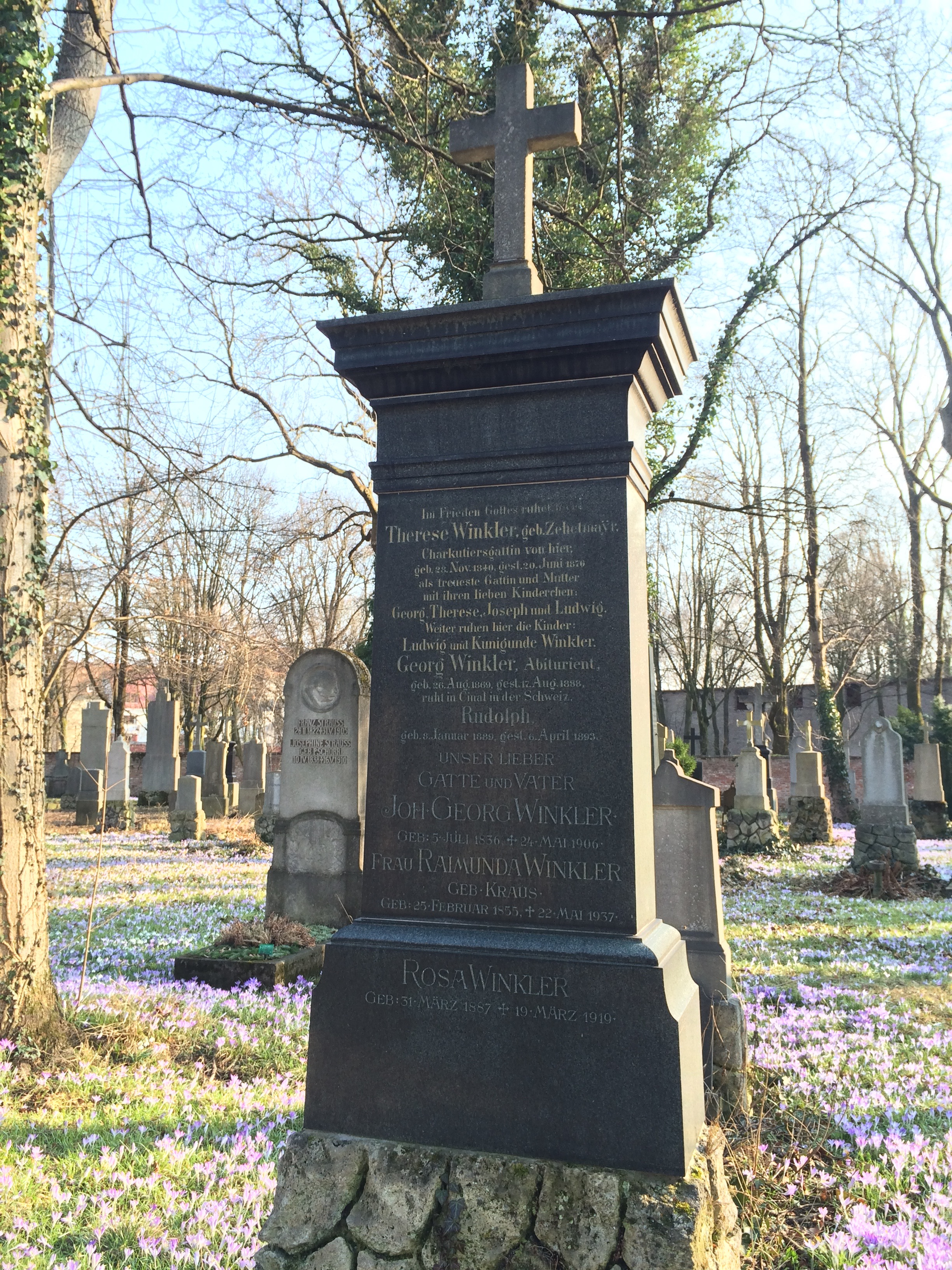
Grab von Georg Winkler auf dem Alten Südlichen Friedhof in München

Die Familiengrabstätte der Familie Winkler befindet sich auf dem Alten Südlichen Friedhof in München (Gräberfeld 21 – Reihe 1 – Platz 20/21) (Standort). Auf dem Grabstein wird Georg Winkler mit den Worten erwähnt: Georg Winkler, Abiturient, geb. 26. Aug. 1869, gest. 17. Aug. 1888, ruht in Cinal in der Schweiz. Die Ruhestätte wird mit seinem letzten Aufenthaltsort (Zinal) angegeben, da der Leichnam zunächst verschollen blieb (siehe oben).
Seine letzte Ruhestätte fand Georg Winkler, nachdem die sterblichen Überreste 1956 auf dem Weisshorngletscher gefunden worden waren, auf dem Friedhof von Ayer im Val d’Anniviers.

## Namensgeber für Kletterorte
Neben dem Torre Winkler in der Vajolet-Gruppe sind Winklerschlucht und Winklerscharte im Wilden Kaiser sowie die als Winklerkamin bekannte Schlüsselstelle am Aufstieg zur Cima della Madonna nach Georg Winkler benannt. Winkler ist auch Namensgeber für den Winklerturm oberhalb von Schmilka im Klettergebiet Sächsische Schweiz.